# Maximilianstraße (Augsburg)

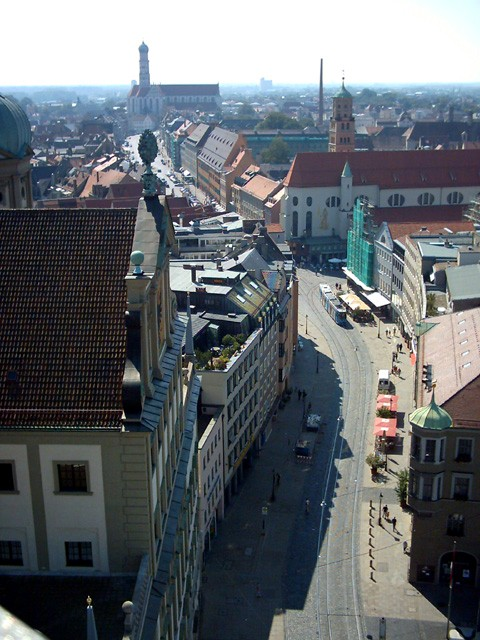
Blick vom Perlachturm in das bogenförmige Nordende der Maximilianstraße, im Hintergrund die Basilika St. Ulrich und Afra

Die Maximilianstraße (oft auch nur verkürzt Maxstraße, früher Weinmarkt genannt) in der Altstadt von Augsburg ist eine der kunsthistorisch bedeutsamsten Straßen Deutschlands mit Bauten der Gotik, der Renaissance, des Rokoko, Neoklassizismus und der Nachkriegsmoderne. Sie entstand 1809 durch den Abriss von Gebäuden, wodurch eine besonders breite und repräsentative Straße in der Augsburger Innenstadt entstand.

## Geschichte

### Ursprünge der Straße
Die Ursprünge der in Nord-Süd-Richtung verlaufenden Maximilianstraße reichen zurück bis in die Römerzeit. Ihr nördlicher Abschnitt vom Rathaus zum Merkurbrunnen liegt auf der historischen Römerstraße Via Claudia Augusta, die das 15 v. Chr. gegründete Militärlager und die daraus entstandene Siedlung Augusta Vindelicum mit Oberitalien verband. Die Via Claudia Augusta entwickelte sich rasch zur wichtigsten Handelsroute zwischen Rom und seiner neuen Provinz Rätien und blieb dies bis ins späte Mittelalter. Der weitere Verlauf der Via Claudia Augusta verlässt jedoch die Maximilianstraße und folgt über die heutige Dominikanergasse und den Predigerberg zur Haunstetter Straße und weiter gen Süden.

### Der Weinmarkt

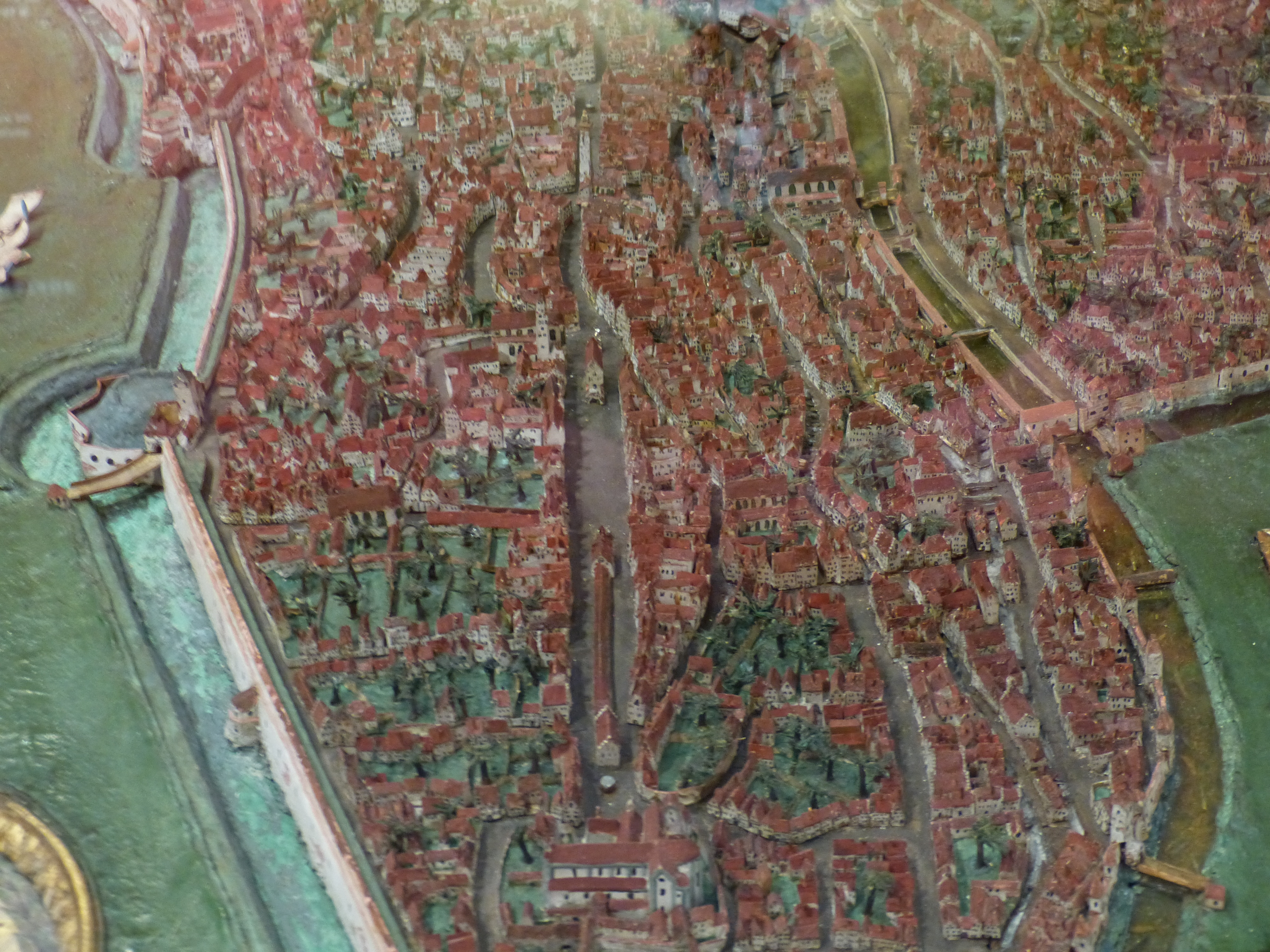
Das Stadtmodell Augsburgs von Hans Rogel (1560–1563) zeigt gut sichtbar den Weinmarkt und die im Süden geteilte Straße.

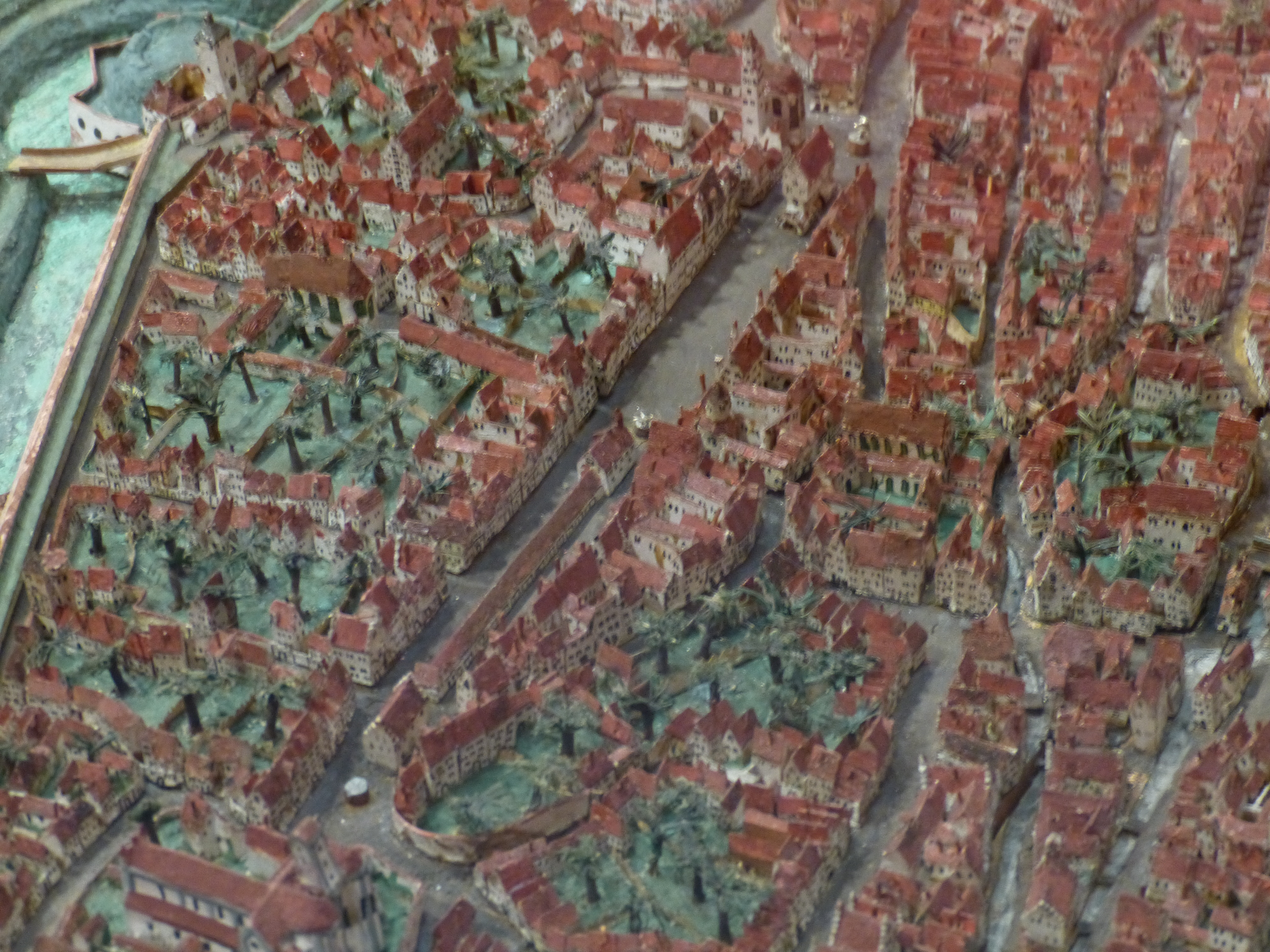
Detail

Die heutige Maximilianstraße entsprach ursprünglich weniger einer wirklichen Straße als eher einer Abfolge von Plätzen, die allenfalls durch den 1599 errichteten Merkurbrunnen und den Herkulesbrunnen aus dem Jahr 1602 gegliedert wurden. Auf dem Weg vom Rathaus zur Kirche St. Ulrich und Afra passierte man den Brotmarkt, Merkurbrunnen, den Holzmarkt und schließlich den Weinmarkt.

Der langgezogene Weinmarkt war der stadtgeschichtlich bedeutendste Teil der heutigen Straße. Er befand sich in ihrem mittleren Abschnitt und wurde im Norden und Süden von Gebäuden begrenzt, die mitten auf der heutigen Straße standen. Auf diesem Platz wurde nicht nur Wein verkauft, er spielte auch als größter zentraler Platz der Stadt auch eine wichtige Rolle für Veranstaltungen wie Reichstage, Prozessionen und Turniere.
Mit dem allmählichen Aufstieg Augsburgs zur mächtigsten europäischen Finanzmetropole des 16. Jahrhunderts siedelten sich Patrizierfamilien, Bankiers und Kaufleute am Weinmarkt an und errichteten dort ihre Handelsniederlassungen und Wohnhäuser. Hier wurden repräsentative Bauten wie die Fuggerhäuser, das Schaezlerpalais, das Roeck-Haus sowie das palastartige Hotel „Zu den drei Mohren“ erbaut. Aufgrund der teilweise damals schon horrenden Preise für Bauplätze an der Straße blieben die Fassaden oft schmal, stattdessen erstreckten sich die Häuser weit nach hinten hinaus und wurden zur Auflockerung der Bebauung mit Innenhöfen versehen. Augenfälliges Beispiel für diese – auch später noch vielfach verwendete – Bebauungspraxis ist das prächtige Schaezlerpalais aus dem 18. Jahrhundert mit einer Breite von 19 m bei einer Gebäudetiefe von 107 m. Von den Fassadenmalereien, die im 18. Jahrhundert am Weinmarkt als modisch galten, sind heute nahezu keine Reste mehr vorhanden.
Der Weinmarkt existierte als Platz unter diesem Namen bis 1771, dann wurde er Königliche Straße genannt.

#### Tanzhaus und Siegelhaus
Mitten auf der heutigen Maximilianstraße, unweit der Moritzkirche, stand seit 1396 das Tanzhaus. Es beinhaltete einen Tanzsaal im Obergeschoss und eine Markthalle für Bäcker, Metzger und Obsthändler im Erdgeschoss. In dem 1429 errichteten Neubau zog auch die Herrenstube ein und es wurden Geschlechtertänze abgehalten. Das Gebäude war zudem ein wichtiger Versammlungsort und wurde für Reichstage und bei Besuchen des Königs genutzt. Der Abbruch des Tanzhauses erfolgte 1632.
Richtung Süden wurde der Weinmarkt seit 1604 vom städtischen Siegelhaus begrenzt; davor befand sich der 1602 erbaute Herkulesbrunnen. Das Siegelhaus war ein prächtiger dreigeschossigen Bau, der vom Stadtbaumeister Elias Holl errichtet wurde. In diesem Haus wurden die Weine geprüft und nach der Erhebung des so genannten Ungeldes, eine Art Verbrauchssteuer für den Kleinverkauf, versiegelt.
An die Südseite des Siegelhauses schloss sich eine lange Häuserzeile von Salz- und Weinstadeln an, die den Straßenzug von hier bis zum Platz vor Sankt Ulrich und Afra trennte, wo sich noch eine Weinhandlung befand.
Sowohl das Siegelhaus als auch die dahinterliegenden Salz- und Weinstadel wurden 1809 vollständig abgebrochen.

Siegelhaus am Weinmarkt (um 1680)
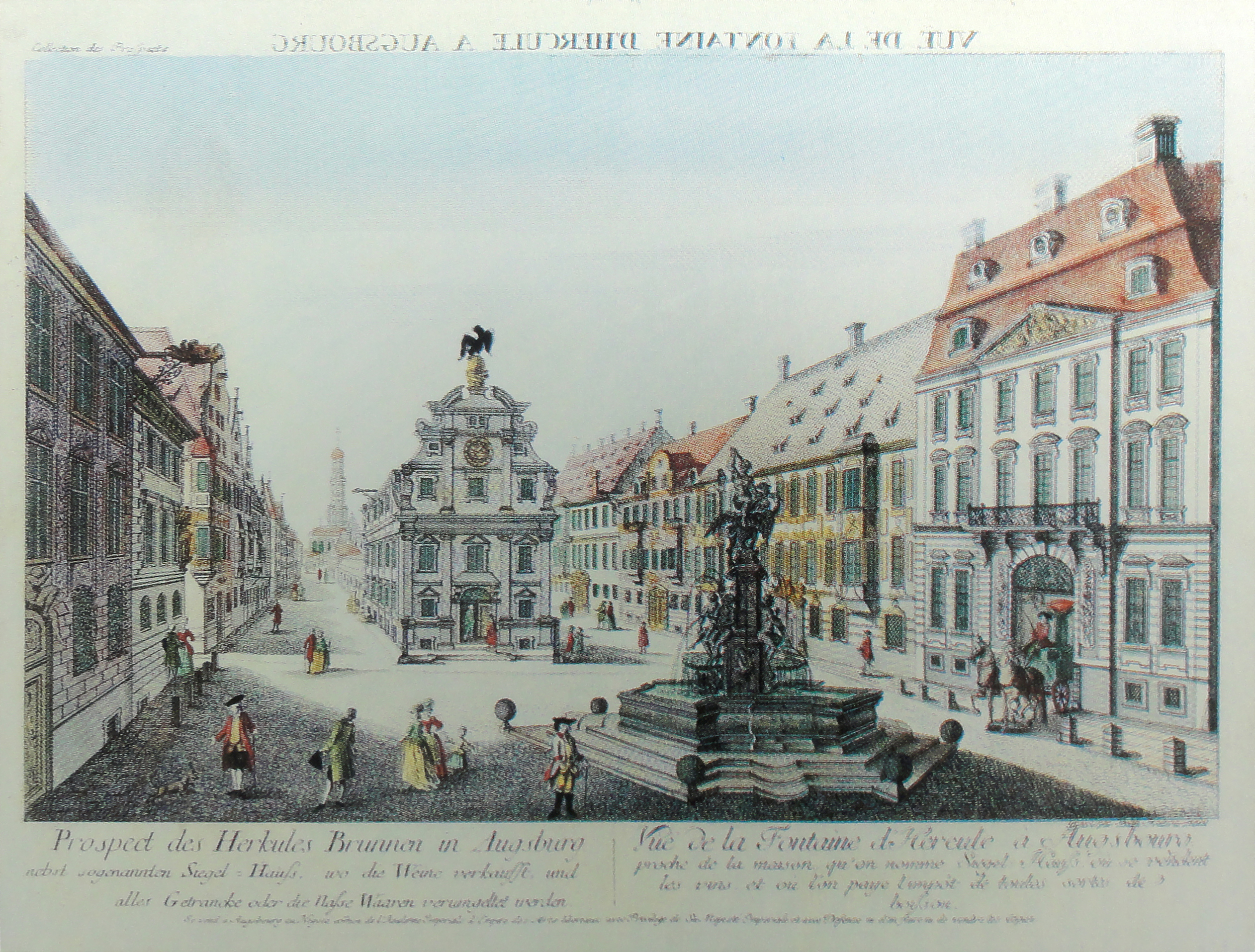
Der Herkulesbrunnen vor dem Siegelhaus (um 1770)

### 19. Jahrhundert

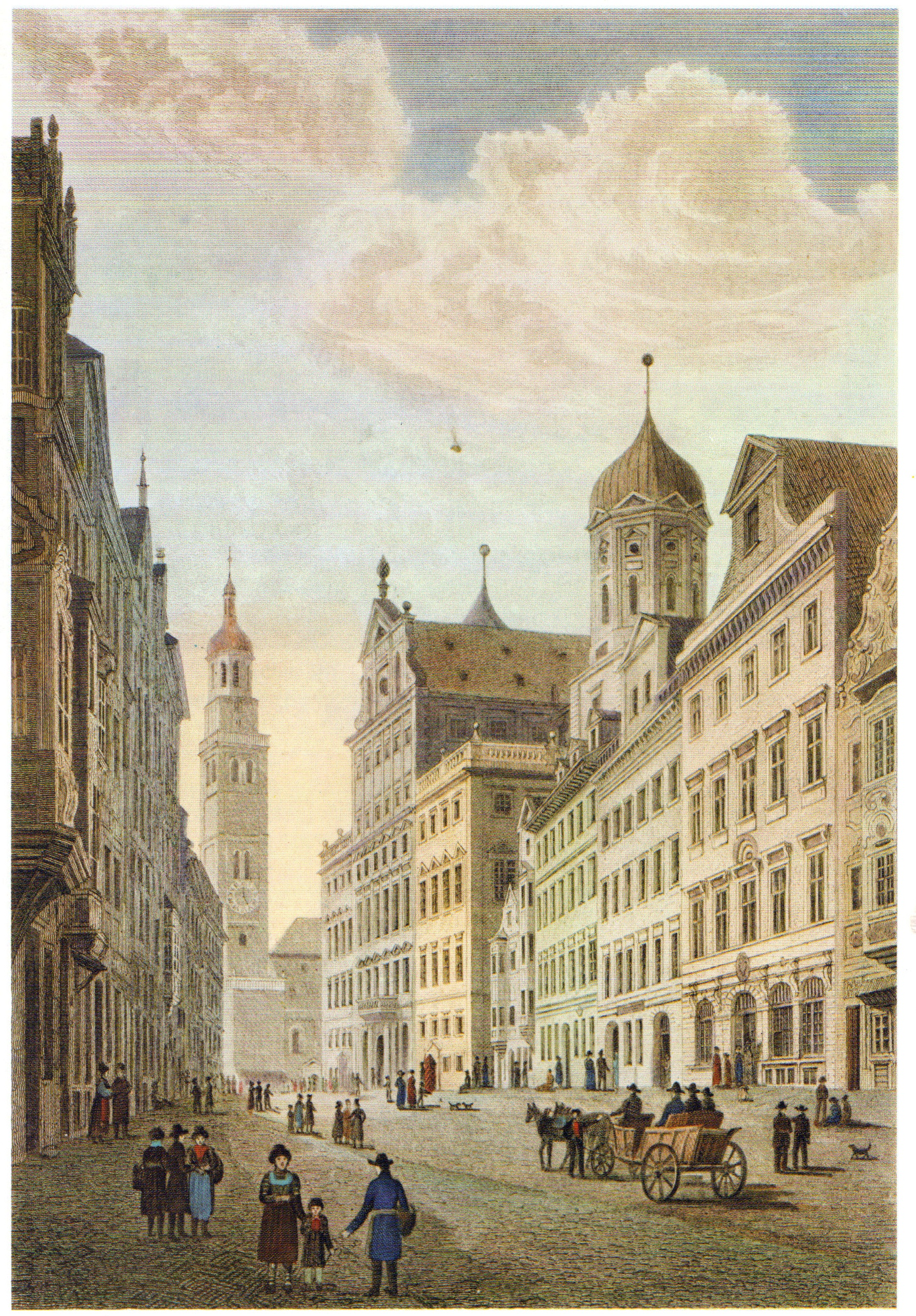
Untere Maximilianstraße mit Rathaus und Perlach (ca. 1835).

Im Jahr 1809 wurde das Siegelhaus mit den Wein- und Salzstadeln abgerissen, wodurch ein Straßenprospekt entstand, der nun den Blick auf die mächtige Ulrichskirche im Süden freigab. Nach dem Abbruch des Siegelhauses wurde die neu entstandene Straße – zu Ehren des bayerischen Königs Maximilian I. Joseph – in „Maximilianstraße“ umbenannt. Der Herkulesbrunnen blieb an seiner Stelle und ist seither wie eine Insel inmitten der neu geschaffenen breiten Straße. Man nutzte die breite obere Maximilianstraße für Märkte, etwa für die Frühjahrsdult. 
Den verheerenden britischen Luftangriff auf Augsburg im Februar 1944 überstanden die Gebäude der oberen Maximilianstraße vergleichsweise unbeschadet. Schwer getroffen wurden hingegen das Rathaus, der Perlachturm und die Fuggerhäuser.

### Ab 20. Jahrhundert
Zur 1000-Jahr-Feier der Schlacht auf dem Lechfeld im Jahr 1955 taufte man die kleine platzartige Erweiterung der Maximilianstraße vor der Ulrichskirche auf „Ulrichsplatz“. 1957 änderte sich schließlich die Benamung der ganzen Maximilianstraße: offizieller Namenspatron wurde nun Kaiser Maximilian I., der sich zeit seines Lebens gern in Augsburg aufgehalten und die Geschichte der Stadt entscheidend mitbestimmt hatte.
Von 1984 bis 1993 war die Maximilianstraße als Kandidatin für die Erhebung zum Weltkulturerbe auf der Tentativliste der UNESCO platziert.
Seit 1992 ist die untere Maximilianstraße zwischen Moritzplatz und Perlachturm für den Individualverkehr gesperrt und Bestandteil der Fußgängerzone. Nach der Jahrtausendwende mehrten sich die Stimmen, die eine autofreie Maximilianstraße mit Verlängerung der Fußgängerzone forderten. Die Stadtpolitik diskutierte daraufhin verschiedene Ansätze und einigte sich auf eine Verkehrsberuhigung zwischen Merkurbrunnen und Herkulesbrunnen. Im Mai 2023 begann hier ein Testlauf, der zunächst für ein Jahr angesetzt wurde. Neben der Sperrung des Individualverkehrs mit Wegfall der Stellplätze ab dem Herkulesbrunnen nach Norden wurden auch die Winter- und Dominikanergasse sowie die Apothekergasse in die Fußgängerzone miteinbezogen. Auf den freien Flächen baute die Stadt Pflanztröge und Sitzflächen auf und es fanden kulturelle Veranstaltungen statt. Nach einem Eilantrag eines Gewerbetreibenden entschied das Verwaltungsgericht Augsburg Anfang August 2023, dass die testweise eingerichtete Fußgängerzone spätestens bis 18. August 2023 zurückgenommen werden muss.

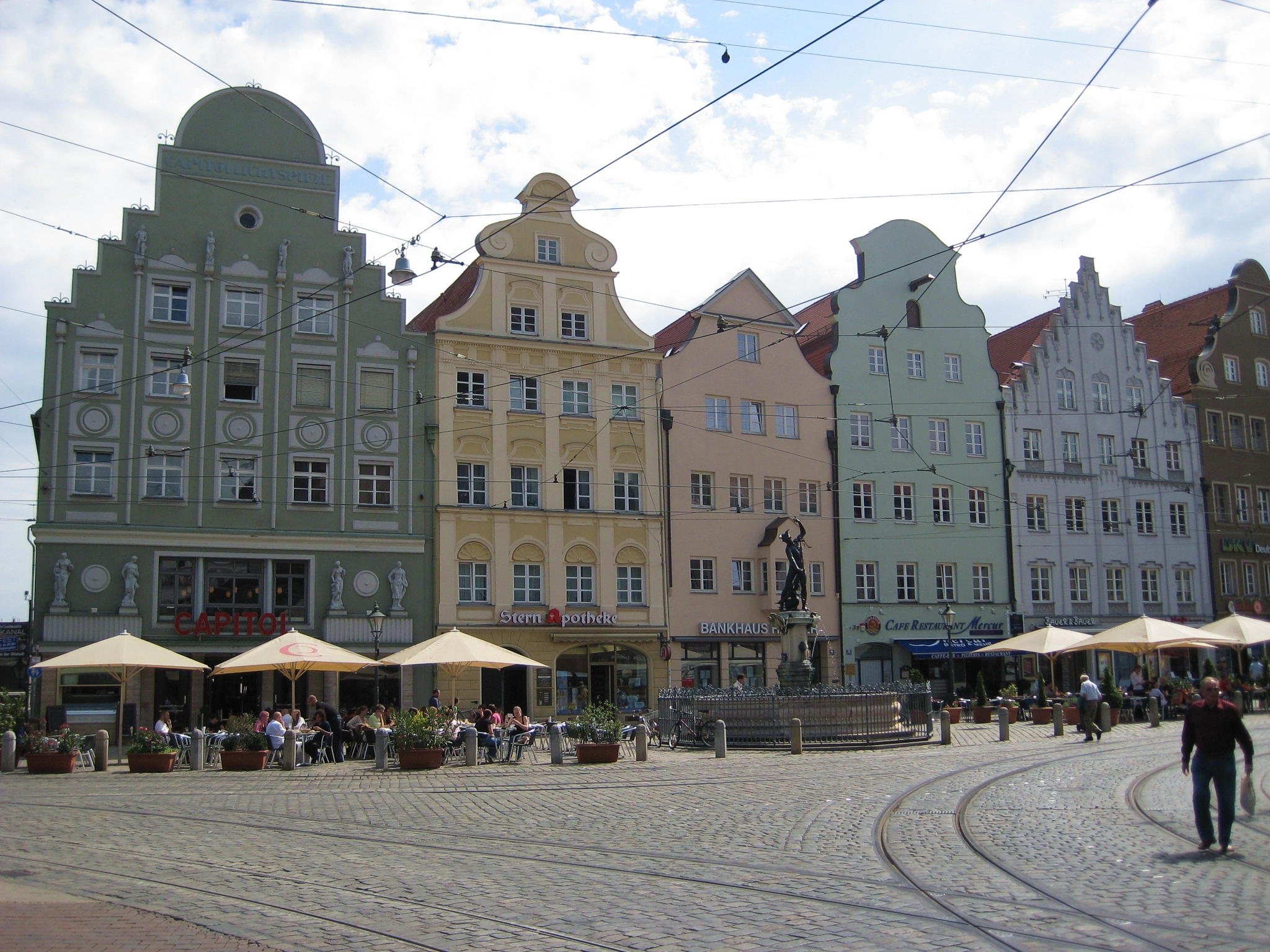
Die Maximilianstraße in Höhe des Moritzplatzes
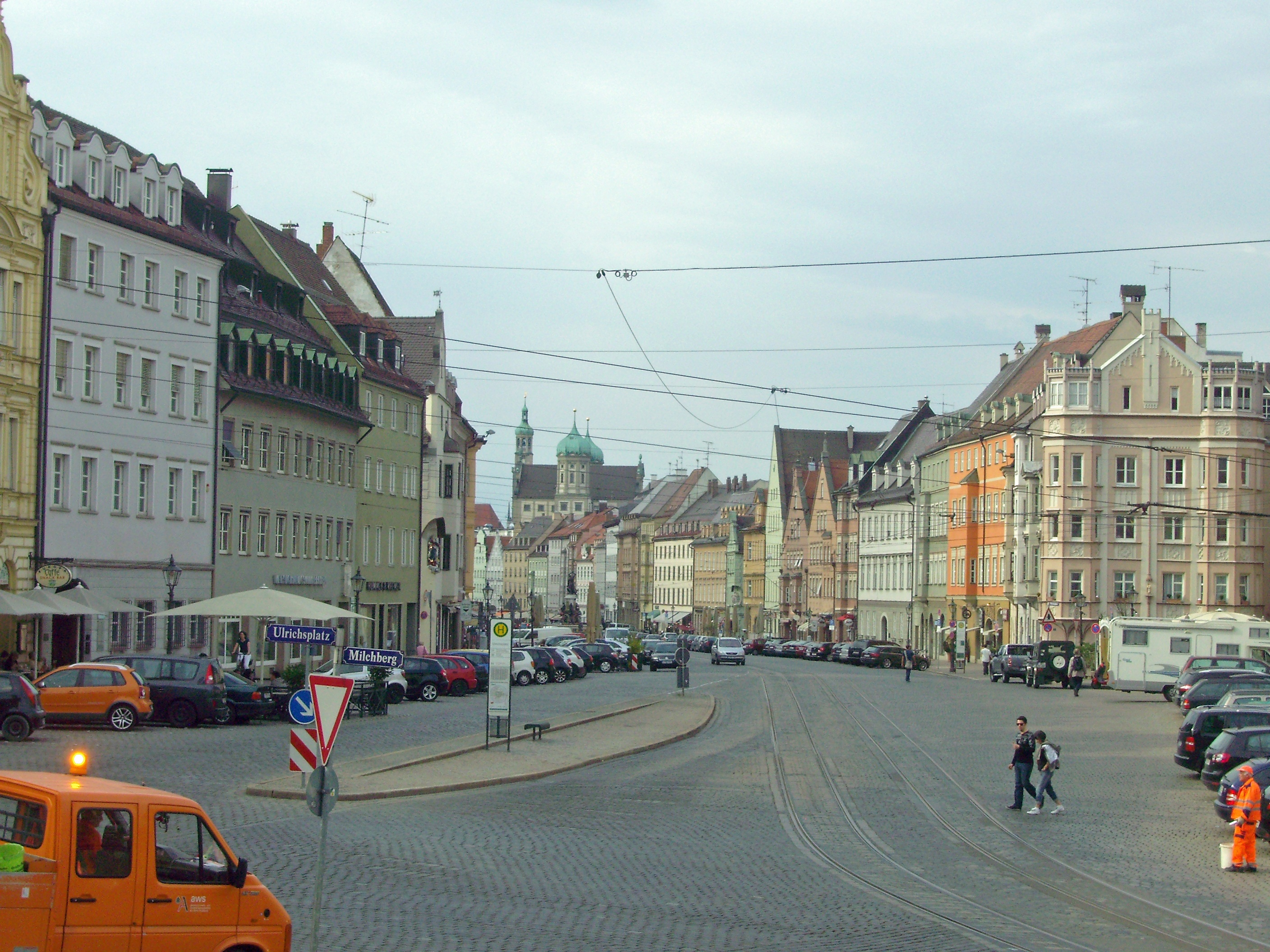
Maximilianstraße vom Südende, im Hintergrund Rathaus und Perlachturm

## Heutige Bedeutung

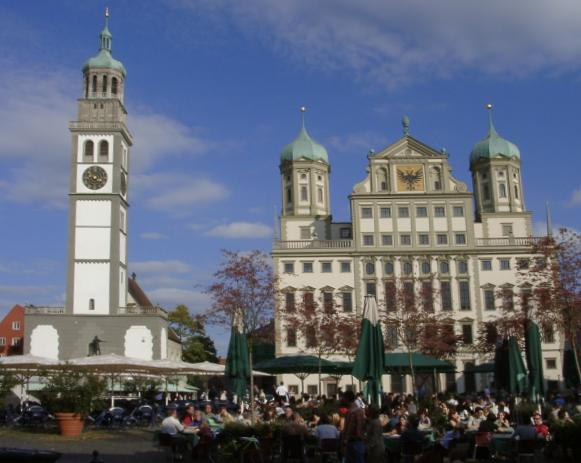
Augsburger Rathaus und Perlachturm

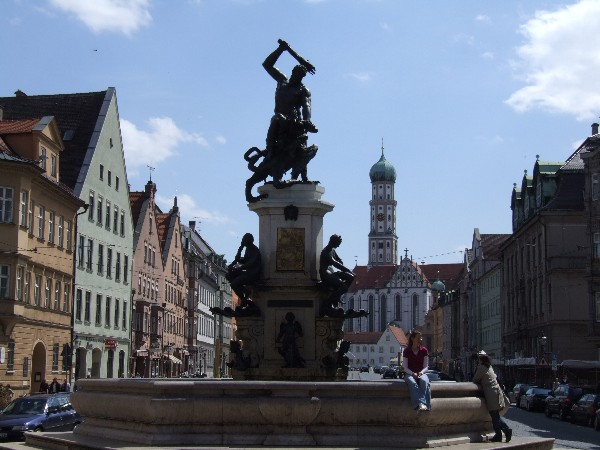
Herkulesbrunnen in der Maximilianstraße

Kunsthistorisch gilt die Maximilianstraße als einer der interessantesten Straßenzüge Europas; die prächtigen Bauten der Gotik, der Renaissance, des Rokoko, des Neoklassizismus und der Nachkriegszeit vermitteln einen Eindruck der Stadtgeschichte. Zwischen Rathausplatz und Ulrichsplatz – stets im Blick eines der Augsburger Prachtbrunnen – haben sich zahlreiche Boutiquen, Restaurants, Kneipen, Bars und Diskotheken angesiedelt.

## Projekt „Kaisermeile“
Das geschichtsträchtige Erscheinungsbild insbesondere der oberen Maximilianstraße hat sich bereits seit mehreren Jahrzehnten kaum geändert. Mit dem städtebaulichen Projekt „Kaisermeile“ möchte die Stadt nun einige Neuerungen durchführen. Mit Einschränkungen des Individualverkehrs und Verbreiterungen der Fußwege soll noch mehr Platz für Straßencafés geschaffen und das Nachtleben weiter gefördert werden.
Auch eine der neuen Straßenbahnlinien im Rahmen des Verkehrsprojektes Mobilitätsdrehscheibe Augsburg soll über die Maximilianstraße geführt werden.